# قانون الصمت (فلم)
قانون الصمت هو فيلم دراما نيجيري صدر عام 2015 من إخراج إميم إسونغ وكتابة بولا أدُوو ومن إنتاج أكاديمية الفنون الملكية بالتعاون مع نوليود ووركشوب (بالإنجليزية: Nollywood Workshop.) الفيلم من بطولة ماكيدا موكا وباشنس أوزوكور وإيني إيدو وأوموني أوبولي.

## القصّة
تعرّضت أدانما وهي طالبةُ طب شابة ذكية ذات آفاق وظيفية واعدة للاغتصاب الجماعي من قبل سياسي محلي ومُساعده في طريق عودتها إلى المنزل من الكليّة. اعترفت بما حدث لها لأسرتها، لكنها لم تفعل المثل مع السلطات المحليّة كون عائلتها ليست قويّة ولا نافذة في المجتمع مقارنةً بالسياسي والمساعد الذَين أقدما على اغتصابها. يُدمِّرُ الاغتصاب أدانما نفسيًا وعاطفيًا وهو ما يُؤثّر على حياتها كليًا.

## طاقم التمثيل
- ماكيدا موكا
- باتيانس أوزوكوور
- إيني إيدو
- أوموني أوبولي
- أميتشي موناغور
- كوفي أدجورلولو
- ديزموند أليوت
- شون فاكوا
- مينا سودجي

## الإنتاج
أُنتج فيلم قانون الصمت من قِبل أكاديمية الفنون الملكية بالتعاون مع نوليود ووركشوب، أما الصورة الروائية التي صورتها إيميسونج في الفيلم فقد قالت عن أسبابها: «أعملُ أحيانًا على أفلامٍ دعويةٍ وقانون الصمت أحد هذه الأفلام. قررت أن أُصوِّر فيلمًا عن الاغتصاب لأحث الناس على الخروج وقول لا للاغتصاب. دعنا نكسر قانون الصمت. نريد كسر الافتراض القائل بأن الضحية مخطئة ... أعجبتني هذه القصّة بعدما عرضها عليّ صديقٌ لي وتمعّنتُ فيها حتى أدركتُ أن لديّ قصة جيدة» وواصلت: «بلغت ميزانية الفيلمِ 20 مليونًا وقد قررت العمل مع هؤلاء الممثلين لأنني عملت مع معظمهم وشعرت أنهم سيُجيدون تجسيد الأدوار بالشكل الصحيح.»